# Stigmatomma boltoni
Stigmatomma boltoni is een mierensoort uit de onderfamilie van de Amblyoponinae. De wetenschappelijke naam van de soort is voor het eerst geldig gepubliceerd in 2011 door Bharti & Wachkoo.